# Fariana
Farina Paola Páucar Franco (Medellín, 16 de septiembre de 1986), conocida artísticamente como Fariana, es una cantante y compositora colombiana, reconocida por ser la mujer pionera del género urbano en Colombia a nivel comercial. Cuenta con 4 discos de oro y 4 discos de platino en Estados Unidos y España y ha posicionado 8 canciones en listados de Billboard. 
Es una de las artistas de música urbana más importantes, reconocida dentro de la industria por su versatilidad para cantar y rapear.

## Biografía
Nació en Medellín, Colombia, de ascendencia sino-peruana por parte de padre y colombo-libanesa por parte de madre. La vocación musical la heredó de su familia materna, incluida Totó la Momposina, prima abuela de Fariana.
Desde niña se apasionó por sonidos urbanos afroamericanos y caribeños y a sus dieciocho años participó en el concurso de talento Factor X, en el que obtuvo el tercer lugar entre más de cuarenta y cinco mil aspirantes y se convirtió en la primera mujer colombiana en hacer reguetón y música urbana a nivel comercial. Ese mismo año tuvo su primer éxito en las radios con la canción «Solo con palabras» con Julio César Meza, de la banda sonora de la telenovela colombiana Juegos Prohibidos.

## Carrera musical

### 2006-2011: Debut como cantante y actriz
En 2006, usando su nombre de pila, Farina, lanza su primer sencillo, «Regresa a mí», y su mixtape Yo soy Farina, de la mano de RCN. En 2009 lanzó «Hasta el final» y decide hacer una pausa en su carrera, en la que, en la isla de San Andrés, se dedicó a aprender y pulir su talento de la mano de artistas isleños de dancehall.
Fariana regresa en el 2011 como actriz protagónica de la serie de televisión Tres milagros, la más vista de 2011 en Colombia y que también se transmitió en Panamá, Venezuela, el Ecuador, la República Dominicana y los Estados Unidos.
Gracias a su interpretación del personaje Milagros Cruz «Nikita», Fariana fue nominada como Mejor actriz colombiana y Revelación del año en los Premios TVyNovelas (Colombia). Fariana también escribió la canción «Milagros Cruz», que hace parte de la banda sonora de la telenovela y está incluida en Del odio al amor, el segundo álbum de Fariana.

### 2012-2015: Regreso profesional
En 2012 lanza su segunda producción titulada Del Odio Al Amor, álbum con canciones escritas por Fariana que contó con la participación de Rayo, Pipe Calderón, José Gaviria y Fernando «Toby» Tobón. El álbum le valió el premio a Mejor artista femenina en los Premios Mi Gente de Colombia en 2013.
El álbum cuenta con canciones como «Soñar No Cuesta Nada», «Milagros Cruz» y su éxito internacional «Pongan Atención» que logró entrar a los diez primeros lugares del Hot Ranking del canal HTV y permitió la entrada de Fariana a varios mercados en América Latina.
En 2013 lanza «Ácido» con Rayo y Toby y «Pum Pum» con Ñengo Flow, uno de sus mayores éxitos, que fue incluido en Reggaeton Hits 2014, el álbum de música urbana más importante en Europa.
En 2015, Fariana sorprende con «Jala Jala» con el reguetonero J Álvarez que permitió ver su talento como bailarina en la coreografía del video. Ese mismo año es nominada a Mejor artista femenina en los premios Heat Latin Music Awards junto a Shakira y Gloria Trevi.

### 2016-2020: Internacionalización y debut enBillboard(Estados Unidos)
Bajo el sello estadounidense La Commission, Fariana lanza en 2016 los sencillos «Si Ellos Supieran» con Bryant Myers y «Copas De Vino». En esta nueva etapa trabajó con Wyclef Jean (The Fugees, Shakira), quien fue su productor general y con el que hizo canciones como «Casanova», «Hendrix Remix» y «Party Started». Fue justamente Wyclef Jean quien postuló a Fariana para el concurso Artist of Tomorrow de los premios Grammy y la cadena CBS, donde fue la única latinoamericana nominada.
En 2017, es firmada también por la discográfica Roc Nation del rapero Jay-Z y junto a la compañía La Commission, lanzan el sencillo «Mejor Que Yo», que llega a los primeros diez de la lista de música urbana en Colombia y conquista los primeros lugares radiales en Perú, El Salvador y Honduras. Meses después, estrena «Todo», «El Problema» y «Mucho Pa Ti», esta última siendo una de las canciones en solitario más exitosas de su carrera.
El mismo año se presenta por primera vez en el Radio City Music Hall de la ciudad de Nueva York junto a J Balvin, Luis Fonsi, Zion & Lenox, Jowell & Randy y Nacho. También se presenta en el Festival South by Southwest de Austin (Tejas), en el Festival Viña del Mar de Chile, y abre los conciertos de Romeo Santos en Denver, Fénix, Los Ángeles, Monterrey, Ciudad de México, Lima, Buenos Aires y Santiago.
En mayo del 2018 abandona Roc Nation y hace una alianza con Sony Music Latin. Fariana inauguró esta nueva era con los sencillos «Ego», «Superarte» y la primera colaboración femenina de su discografía: «De Lunes a Jueves» con Leslie Grace.
En 2019 gana más protagonismo en la industria luego de viralizar sus Freestyles -raps de estilo libre- en redes sociales, algunos que luego se volverían canciones oficiales. Fue un año marcado por colaboraciones musicales con artistas como Tokischa, Beatriz Luengo, Leslie Grace, Sech, Abraham Mateo, Carlos Baute, Fanny Lu y Maluma. Sencillos como «Perras Como Tú», «Olvídame», «Fariana» y «Como Una Kardashian» llevaron a Fariana a una gira que comenzó en Medellín y terminó con espectáculos en varias ciudades de España.
En 2020, aún bajo el nombre artístico Farina, conquista por primera vez las listas de popularidad de Billboard en los Estados Unidos con su canción «Así Así» con Maluma: la canción debutó en las listas Latin Rhythm Airplay (n.º 22), Latin Airplay (n.º 41) y Latin Pop Airplay (n.º 27). 
En medio de la pandemia de 2020, Fariana lanza la canción «A Fuego», que se volvería su primera canción en solitario en debutar en Billboard, ocupando la posición número 25 en la lista de Latin Rhythm Airplay. La canción también obtuvo disco de oro en Estados Unidos y es el sencillo en solitario más exitoso de su carrera. 
Fariana también sorprendió con una alianza con la cantante mexicana Thalía que resultó en el programa de telerrealidad Latin Music Queens y tres canciones juntas: «Estoy Soltera» con Leslie Shaw, «Ten Cuidao» y «TICK TOCK» con Sofía Reyes. 
El sencillo «Read My Lips» (2020), con la cantante rumana Inna, alcanzó el puesto número diez en la lista Airplay 100 de Rumanía.

### 2021:FloWresy nominación a los Grammy Latinos.
Gracias a la participación de Fariana en «Las Nenas» con Natti Natasha, Cazzu y La Duraca y «Trakata» con Ptazeta, Fariana aumenta significativamente su base de seguidores en Estados Unidos, México y España.
En 2021 lanza el E.P. FloWres, en colaboración con Arcángel, el primer extended play del género urbano entre un hombre y una mujer que se convirtió en una compilación de colección dentro de la música urbana latina. El sencillo «La Boca» llegó a las posiciones 23 en Latin Rhythm Airplay y 49 en Latin Airplay de Billboard. FloWres sería el último trabajo realizado con Sony Music y desde finales de 2021, Fariana continúa su carrera con el mismo sello independiente con el que trabaja desde el 2016: La Commission.
A finales de 2021 recibe su primera nominación a los Grammy Latinos con la canción «A Fuego», que la llevó a presentarse en la apertura de la ceremonia junto a Gloria Estefan, Anitta y Diego Torres.

### 2022: Gira internacional y debut en el cine
2022 puede ser considerado uno de los mejores años de Fariana: recibe su segunda nominación a los Grammy Latinos con «Freestyle 15» y debuta en el cine como la estrella protagonista de la película Flow Calle, exhibida en sesenta países. 
Fue un año marcado por éxitos como «Fiesta» con Ryan Castro, «Bendecido» con El Alfa y «Soy Mama Remix» con Yailín la Más Viral y La Insuperable y entró por primera vez al mercado brasileño con la remezcla «Barbie - Spotify Singles» junto a Dulce María, Rebecca y MC Danny.  
Además de recibir cuatro nominaciones en los premios Lo Nuestro, realiza su gira musical con más de veinte fechas en República Dominicana, Colombia, Estados Unidos, España y Países Bajos.
En 2022 Fariana también hace historia al convertirse en la primera cantante latinoamericana en ser portada de la revista Playboy México. Fariana cierra el año con el lanzamiento de «La HP», canción exclusiva para Spotify.

### 2023: Colaboración con Sean Paul y reconocimiento deBillboard
2023 fue el año en el que Fariana ha hecho menos lanzamientos con seis canciones en total: «Adicto» (con Yandel), «Pa que me cu» (con Brray), «No Money No», «EL VIBE» (con Sean Paul), «Blam Blam» (con Chesca) y «Tamos Claros» (de Demasters con Nacho y Rafa Pabón).
En 2023, la artista realizó nueve conciertos en Estados Unidos, México y Colombia, incluida su icónica presentación frente a más de cien mil personas en el concierto de la marcha del Orgullo LGBT de la ciudad de Bogotá.
El 6 de noviembre la revista Billboard reconoce a Fariana en la lista de las treinta y dos mejores raperas de habla hispana, junto a otras como Young Miko, Nicki Nicole y Snow Tha Product.

### 2024 - 2025: Nuevo nombre artístico y la era Underwater
En 2024 Fariana realiza su gira más extensa en Estados Unidos junto a Sean Paul, visitando diecinueve ciudades. Esta era se caracteriza por el cambio de nombre artístico de Farina a Fariana y por el éxito comercial más alto hasta el momento en su carrera, gracias a las canciones «Dora» junto a El Alfa y «El Caballito» junto a Oro Sólido, que logra conquistar las listas radiales en varios países de América Latina y la lista Tropical Airplay de Billboard (Estados Unidos), en el que llega a ocupar la sexta posición.
El 19 de septiembre, Fariana lanza su álbum Underwater con el que debutó en el primer puesto en iTunes Colombia. Es el trabajo discográfico más exitoso de toda su carrera, que contiene diecinueve canciones y fue lanzando junto al sencillo oficial «Mi Amiga Es Una P». El álbum cuenta con colaboraciones con Flo Rida, Snow Tha Product, L-Gante, Dekko, Omar Montes, Polimá Westcoast, Sean Paul y El Alfa. 
Tour de Fariana en 2025

## Discografía
Álbumes de estudio
- 2006: Yo Soy Farina
- 2012: Del Odio Al Amor
- 2024: Underwater

EPs
- 2021: FloWres (junto a Arcángel)

## Filmografía
| Año  | Proyecto              | Personaje              | Formato             |
| ---- | --------------------- | ---------------------- | ------------------- |
| 2011 | Tres Milagros         | Milagros Cruz «Nikita» | Serie de televisión |
| 2020 | Elite a la colombiana | Fariana                | Vídeo promocional   |
| 2022 | Flow Calle            | Yizelle                | Película            |

## Premios y nominaciones
| Evento                                 | Año  | Categoría                                         | Resultado |
| -------------------------------------- | ---- | ------------------------------------------------- | --------- |
| Premio Lo Nuestro                      | 2025 | Colaboración del año/Tropical - El Caballito      | Nominada  |
| Premio Lo Nuestro                      | 2025 | La Mezcla Perfecta del año - El Caballito         | Nominada  |
| Premio Lo Nuestro                      | 2025 | Mejor Combinación Femenina - 5 Babys              | Nominada  |
| Premio Lo Nuestro                      | 2025 | Colaboración del año - 5 Babys                    | Nominada  |
| Premio Lo Nuestro                      | 2025 | Mejor Canción Dembow - Dora                       | Nominada  |
| Premio Lo Nuestro                      | 2025 | Artista Femenina del año/Urbano                   | Nominada  |
| Premios Heat                           | 2023 | Mejor Artista Femenino                            | Nominada  |
| Premios Heat                           | 2023 | Mejor Artista Región Andina                       | Nominada  |
| Premios Heat                           | 2023 | Canción del Año-Bendecido                         | Nominada  |
| Premios Nuestra Tierra                 | 2023 | Mujer Raíz de Nuestra Tierra                      | Nominada  |
| Premios Nuestra Tierra                 | 2023 | Artista Urbano del año                            | Nominada  |
| Premio Lo Nuestro                      | 2023 | Artista Femenina/Urbano del año                   | Nominada  |
| Premio Lo Nuestro                      | 2023 | Colaboración del año - Bendecido                  | Nominada  |
| Premio Lo Nuestro                      | 2023 | Canción Pop Urbano/Dance del año - Bendecido      | Nominada  |
| Premio Lo Nuestro                      | 2023 | Canción Pop Urbano del año - Fiesta               | Nominada  |
| Latin Grammy Awards                    | 2022 | Mejor Canción Rap/Hip-Hop - Freestyle 15          | Nominada  |
| Premios Heat                           | 2022 | Mejor Artista Femenina                            | Nominada  |
| Premios Lo Nuestro                     | 2022 | Artista Femenina - Urbano del año                 | Nominada  |
| Latin Grammy Awards                    | 2021 | Mejor Canción Urbana - A Fuego                    | Nominada  |
| Premios Juventud                       | 2021 | Artista De La Juventud Femenino⁣                   | Nominada  |
| Premios Juventud                       | 2021 | Girl Power - Las Nenas⁣                            | Nominada  |
| Premios Juventud                       | 2021 | Girl Power - TICK TOCK⁣                            | Nominada  |
| Premios Juventud                       | 2021 | Social Dance Challenge⁣ - Las Nenas                | Nominada  |
| Premios Heat                           | 2021 | Mejor Artista Femenino                            | Nominada  |
| Premios Heat                           | 2021 | Mejor Artista Urbano                              | Nominada  |
| Premios Heat                           | 2021 | Mejor Artista Región Andina                       | Ganadora  |
| Premios Heat                           | 2021 | Mejor Colaboración - La Boca                      | Nominada  |
| Premios Nuestra Tierra                 | 2021 | Mejor canción urbana - A Fuego                    | Nominada  |
| Premios Nuestra Tierra                 | 2021 | Mejor Artista urbana                              | Nominada  |
| Premios Heat                           | 2019 | Mejor Artista Femenina                            | Nominada  |
| Festival Internacional de Viña del Mar | 2018 | Competencia Internacional                         | Finalista |
| Premios Núcleo Urbano                  | 2017 | Premio especial Nuevos Líderes                    | Ganadora  |
| Premios Núcleo Urbano                  | 2017 | Solista o Grupo Femenino                          | Nominada  |
| Premios Núcleo Urbano                  | 2017 | Solista o Grupo Femenino Antioquia                | Nominada  |
| Latino Show Awards                     | 2017 | Mejor Artista Urbana Femenina                     | Ganadora  |
| Latino Show Awards                     | 2017 | Artista Trap del Año                              | Nominada  |
| Grammy Awards - CBS                    | 2017 | Artist of Tomorrow                                | Nominada  |
| Premios Heat                           | 2015 | Mejor Artista Femenina                            | Nominada  |
| Premios Heat                           | 2015 | Artista Revelación                                | Nominada  |
| Premios Mi Gente (Colombia)            | 2013 | Mejor Artista Femenina                            | Ganadora  |
| Premios TVyNovelas                     | 2012 | Mejor Actriz Protagónica de Serie (Tres Milagros) | Nominada  |
| Premios TVyNovelas                     | 2012 | Mejor Actriz Revelación (Tres Milagros)           | Nominada  |
| Factor X                               | 2005 | Concursante                                       | Finalista |